# John Amos
Pour les articles homonymes, voir John Amos (homme politique) et Amos.
John Allen Amos Jr. est un acteur, réalisateur et producteur américain, né le 27 décembre 1939 à Newark dans le New Jersey aux États-Unis et mort le 21 août 2024 à Inglewood en Californie.

## Biographie
Amos est né à Newark, il est le fils d'Annabelle et de John, mécanicien auto. Il est diplômé de l'école d'Orange en 1958. Il est diplômé en sociologie de l'Université du Colorado à Boulder. Il a joué au football dans le club des Rams de Colorado State. En 1964, il signe un contrat professionnel avec les Broncos de Denver, mais doit arrêter pour cause de blessure à la jambe. En 1965, il joue avec les Norfolk Neptunes (en). En 1966, il joue avec les Jersey City Jets. En 1970, il débute au cinéma. John Amos est décédé de causes naturelles à Los Angeles, en Californie, le 21 août 2024, à l'âge de 84 ans. Il fut incinéré le 30 août. Son décès n'a été annoncé que le 1er octobre 2024.

## Filmographie

### Télévision
- 1971 : The Funny Side (en) (série télévisée) : Minority Husband
- 1972 : Keeping Up with the Joneses (TV)
- 1973 : Two's Company (TV)
- 1973 : The President's Plane Is Missing (en) (TV) : Marine corporal
- 1976 : Future Cop (TV) : Bundy
- 1977 : Racines (Roots) (feuilleton TV) : Toby (Kunta Kinte as adult)
- 1977 : Future Cop (série télévisée) : Officer Bill Bundy
- 1978 : Cops and Robin (TV) : Sgt. Bundy
- 1979 : Willa (TV) : Virgil
- 1980 : Alcatraz: The Whole Shocking Story (TV) : Bumpy Johnson
- 1987-1988 : On ne vit qu'une fois (One Life to Live) (série télévisée) : Detective Johnson (1987-1988)
- 1988 : Bonanza: The Next Generation (TV) : Mr. Mack
- 1991 : Clippers (TV) : Mel
- 1994 : 704 Hauser (série télévisée) : Ernie Cumberbatch (1994)
- 1994 : The Fresh Prince of Bel-Air (série télévisée) : Fredrick Wilkes (père de Lisa) (1994)

- 1996 : The Rockford Files: Godfather Knows Best (TV) : Booker Hutch
- 1997 : The Rockford Files: Murder and Misdemeanors (TV) : Booker Hutch
- 1999 - 2004 : À la Maison-Blanche (TV) : Percy Fitzwallace
- 2000 : Something to Sing About (TV) : Rev. Washington
- 2000 : Disappearing Acts (TV) : Mr. Swift
- 2003 : All About the Andersons (en) (série télévisée) : Joe Anderson
- 2006 : Men in Trees : Leçons de séduction (TV) : Buzz
- 2007 : Psych : Enquêteur malgré lui (TV) Saison 2 épisode 6 : Oncle Burton Guster
- 2009 : Mon oncle Charlie (TV)

### Cinéma
- 1971 : Point limite zéro (Vanishing Point) de Richard C. Sarafian : Super Soul's engineer
- 1971 : Sweet Sweetback's Baadasssss Song de Melvin Van Peebles : Biker
- 1973 : Nanou, fils de la Jungle (The World's Greatest Athlete) de Robert Scheerer : Coach Sam Archer
- 1975 : Le Coup à refaire (en) (Let's Do It Again) de Sidney Poitier : Kansas City Mack
- 1980 : Touched by Love de Gus Trikonis : Tony
- 1982 : Dar l'Invincible (The Beastmaster) de Don Coscarelli : Seth
- 1983 : Pris au piège (en) (Dance of the Dwarfs) de Gus Trikonis : Esteban
- 1985 : Le Prix de l'exploit (American Flyers) de John Badham : Dr. Conrad
- 1988 : Un prince à New York (Coming to America) de John Landis : Cleo McDowell
- 1989 : Haute Sécurité (Lock Up) de John Flynn : Captain Meissner
- 1990 : Deux yeux maléfiques (Due occhi diabolici) de Dario Argento et George A. Romero : Det. Legrand (segment Le Chat noir)
- 1990 : 58 minutes pour vivre (Die Hard 2) de Renny Harlin : Maj. Grant
- 1991 : Without a Pass de Marco Williams (en) : Blue Berry
- 1991 : Ricochet de Russell Mulcahy : Rev. Styles
- 1992 : Mac de John Turturro : Nat
- 1993 : The Black Cat
- 1993 : Night Trap (en) de David A. Prior : Capt. Hodges
- 1995 : Hologram Man de Richard Pepin (it) : Wes Strickland
- 1996 : For Better or Worse de Jason Alexander : Gray
- 1997 : A Woman Like That de David E. Talbert (en)
- 1998 : The Players Club d'Ice Cube : Officer Freeman
- 2001 : All Over Again de Cleve Nettles : Coach Zeller
- 2003 : The Watermelon Heist de K.C. Amos : Old Man Amos
- 2004 : Papas chéris (en) (My Baby's Daddy) de Cheryl Dunye : oncle Virgil
- 2004 : Lichnyy nomer de Evgeniy Lavrentev : amiral Melory
- 2005 : Boxe de l'ombre : Hill
- 2005 : Voodoo Moon : Dutch
- 2006 : Docteur Dolittle 3 (vidéo) : Jud Jones
- 2012 : Madea : Protection de témoins de Tyler Perry : Pasteur Nelson
- 2015 : Bad Asses on the Bayou de Craig Moss : Earl
- 2019 : Uncut Gems de Joshua et Ben Safdie : Propre rôle
- 2020 : Coming 2 America de Craig Brewer : Cleo McDowell
- 2021 : Because of Charley (en) de Jon Binkowski : Grand-père
- 2021 : Christmas in Miami (en) de Robert O. Peters : Hôte en chef
- 2022 : Me Time : Enfin seul ? de John Hamburg : Gil
- 2023 : The Last Rifleman de Terry Loane : Lincoln Jefferson Adams : Hôte en chef